# Sulosaari (ö i Päijänne-Tavastland)
Sulosaari är en ö i Finland. Den ligger i sjön Jamoinjärvi och i kommunen Padasjoki i den ekonomiska regionen  Lahtis ekonomiska region  och landskapet Päijänne-Tavastland, i den södra delen av landet, 120 km norr om huvudstaden Helsingfors. Öns area är 0,2 hektar och dess största längd är 90 meter i sydöst-nordvästlig riktning.